# Eidgenössische Volksinitiative «sicheres Wohnen im Alter»
Die eidgenössische Volksinitiative «sicheres Wohnen im Alter» war eine Volksinitiative des Hauseigentümerverbandes, die Rentnern ein einmaliges Wahlrecht einräumen wollte, den Eigenmietwert nicht mehr versteuern zu müssen. Die Volksabstimmung fand am 23. September 2012 statt, wobei die Vorlage von Volk und Ständen abgelehnt wurde.

## Initiative

### Wortlaut
1 Bund und Kantone treffen zur Förderung und zum Erhalt des selbstgenutzten Wohneigentums wirksame steuerpolitische Massnahmen.
2 Zu diesem Zweck gestalten sie namentlich die direkten Steuern wie folgt:
a. Eigentümerinnen und Eigentümer von selbstgenutztem Wohneigentum haben ab Erreichen des Alters, ab dem die Bundesgesetzgebung über die Alters- und Hinterlassenenversicherung einen Anspruch auf eine Altersrente vorsieht, das einmalige Wahlrecht, sich dafür zu entscheiden, dass die Eigennutzung des Wohneigentums am Wohnsitz nicht der Einkommenssteuer unterliegt.
b. Wird das Wahlrecht ausgeübt, entfällt die Möglichkeit, die eigenheimbezogenen Schuldzinsen sowie die Versicherungsprämien und die Kosten der Verwaltung vom steuerbaren Einkommen abzuziehen. Die Unterhaltskosten können bis zu einem Maximalbetrag von 4000 Franken jährlich abgezogen werden, wobei der Bund diesen Betrag periodisch der Teuerung anpasst. Die Kosten für Massnahmen, welche dem Energiesparen, dem Umweltschutz und der Denkmalpflege dienen, können vollumfänglich vom steuerbaren Einkommen abgezogen werden.
Die Übergangsbestimmungen der Bundesverfassung vom 18. April 1999 werden wie folgt geändert:
Art. 197 Ziff. 8 (neu)
8. Übergangsbestimmung zu Art. 108b (Steuerpolitische Massnahmen zur Wohneigentumsförderung)

### Argumente der Initianten
Nach Ansicht der Initianten sei der Eigenmietwert ungerecht und er treffe Rentner am härtesten. Sie hätten oftmals ihre Hypothek abbezahlt und könnten in der Steuererklärung keine Schuldzinsen vom Einkommen mehr abziehen. Hingegen bleibe die Besteuerung des fiktiven Eigenmietwerts. So fielen die Steuern besonders hoch aus und das verfügbare Renteneinkommen werde drastisch geschmälert. Das Resultat sei, dass sich diese Gruppe schuldenfreies Wohneigentum kaum mehr leisten könne. Wer ein Leben lang spare, um im Alter schuldenfrei zu sein, solle nicht durch Steuern bestraft werden.

## Behandlung

### Chronologie der Initiative
Am 24. Juli 2007 fand die Vorprüfung der Initiative durch die Bundeskanzlei statt, in der diese verfügte (gestützt auf Art. 68 und Art. 69 BPR; Art. 23 VPR), dass die Initiative den rechtlichen Formen entspreche. Daraufhin begann der Fristenlauf von 18 Monaten zur Sammlung der Unterschriften vom 7. August 2007 bis zum 7. Februar 2009 (Art. 139 BV). Am 23. Januar 2009 wurde die Initiative eingereicht; am 17. März 2009 gab die Bundeskanzlei ihr Zustandekommen mit 111'861 gültigen Unterschriften bekannt (Art. 68, 69, Art. 71 und Art. 72 BPR). Weil der Bundesrat beschloss, einen indirekten Gegenentwurf zur Initiative vorzuschlagen, hatte er 18 Monate Zeit, der Bundesversammlung eine Botschaft und einen Entwurf für einen Bundesbeschluss für die Stellungnahme zur Volksinitiative zu unterbreiten (Art. 97 Abs. 2 ParlG). Auf der Grundlage dieser Botschaft vom 23. Juni 2010 fand die Beratung in den Eidgenössischen Räten statt. Diese beschlossen am 16. März 2012, die Initiative Volk und Ständen zur Ablehnung zu empfehlen.

### Botschaft des Bundesrates
Der Bundesrat war der Ansicht, dass es keinen sachlich begründbaren Handlungsbedarf gebe, der die Privilegierung der Rentner, wie er es nennt, rechtfertigen würde. Der Eigenmietwert liege deutlich unter dem Marktwert, und angefallene Unterhaltskosten, Versicherungsprämien, Verwaltungskosten Dritter sowie Schuldzinsen könnten in der Steuererklärung vollumfänglich abgezogen werden. Bei Letzteren bestehe insofern eine Restriktion, als der Abzug bei den privaten Schuldzinsen eine Obergrenze aufweise im Umfang des steuerbaren Vermögensertrags zuzüglich weiterer 50'000 Franken. Sämtliche Studien zur Wohlstandsverteilung und die gesamte Datenlage indizierten, dass keine flächendeckende Notlage bei Rentnern bestehe. Dies untermauere erneut eine Arbeit, die im Auftrag des Bundesamts für Sozialversicherungen erstellt und publiziert wurde. Ihr nach gehe es den allermeisten Rentnern wirtschaftlich gut; lediglich 6 Prozent seien von Armut betroffen – bei den 18- bis 59-Jährigen seien es dagegen 8,9 Prozent. Laut der Untersuchung verfüge sogar nahezu jedes fünfte Rentnerpaar über ein Bruttovermögen von über einer Million Franken. Der Bundesrat kritisierte zudem, dass die geforderte Änderung der Bundesverfassung in einem Spannungsverhältnis mit dem Gebot der Gleichbehandlung aller Personen sei. Dies stehe im Widerspruch mit der Förderung von Wohneigentum durch den Bund, wie sie Art. 108 BV vorsieht. Demnach sollen die Massnahmen des Bundes allen Personengruppen zugutekommen, die Wohneigentum erwerben wollen, und nicht nur bestimmten Gruppen. Die Volksinitiative will demgegenüber keine allgemeinen Förderungsmassnahmen, sondern ausdrücklich eine steuerliche Begünstigung einer bestimmten Gruppe von Eigentümern – und diese Gruppe umfasst erst noch Personen, die meistens schon lange Wohneigentum besitzen. Der Bundesrat unterbreitete dem Parlament wegen all dieser Gründe und Bedenken den Entwurf eines Bundesbeschlusses für eine ablehnende Abstimmungsempfehlung.
Der Bundesrat sah aber auch Handlungsbedarf im Bereich der Besteuerung des Wohneigentums und unterbreitete dem Parlament daher mit derselben Botschaft den Entwurf eines Bundesgesetzes, das als indirekter Gegenentwurf zur Volksinitiative dienen sollte. Das geltende Recht sei kompliziert und setze falsche Anreize. Die Abschaffung des Eigenmietwerts für alle Wohneigentümer sowie die Streichung der entsprechenden Abzüge für Unterhaltskosten und Schuldzinsen – mit einigen Ausnahmen – würden die Mängel des heutigen Systems beseitigen und zu einer substantiellen Vereinfachung führen.

### Beratungen im Parlament
Der Ständerat behandelte am 14. März 2011 die Volksinitiative und den indirekten Gegenentwurf als Erstrat. Der Sprecher der vorberatenden Kommission (Kommission für Wirtschaft und Arbeit des Ständerats) meinte, mit dieser Initiative würden in der Schweiz zwei Klassen von Steuerpflichtigen geschaffen – nämlich solche, die vor dem AHV-Alter stehen, und solche, die im AHV-Alter stehen, was rechtlich problematisch sei. Der Rat stimmte aber dem indirekten Gegenentwurf mit 17 zu 12 Stimmen und drei Enthaltungen zu, nachdem er wesentliche Änderungen am Entwurf des Bundesrates vorgenommen hatte. Dieser Beschluss ermöglichte es, die Behandlungsfrist der Volksinitiative um ein Jahr, d. h. bis zum 23. Juli 2012, zu verlängern (Art. 105 ParlG).
Auch die Kommission für Wirtschaft und Arbeit des Nationalrats sprach sich mit derselben Begründung wie Bundesrat und Ständerat für die Ablehnung der Initiative aus. Trotzdem empfahl der Nationalrat in seiner ersten Beratung die Initiative mit 97 zu 72 Stimmen zur Annahme. Dafür stimmten die SVP-Fraktion sowie ein Grossteil der FDP-Fraktion und der CVP/EVP/glp-Fraktion. Die Befürworter der Initiative argumentierten unter anderem, dass sie vorsorgepolitisch sinnvoll sei, die Eigenverantwortung fördere und die Probleme von Rentnern löse, die Mühe haben, Steuern auch auf nichtvorhandenem Einkommen zu entrichten. Auch beim indirekten Gegenentwurf entschied der Nationalrat anders als der Ständerat und beschloss mit 114 zu 58 Stimmen Nichteintreten, insbesondere mit der Begründung, dass er zu einer Verschärfung der Ungerechtigkeiten zwischen Mietern auf der einen Seite und Wohneigentümern auf der anderen Seite führe.
In der Differenzbereinigung zwischen den Räten setzte sich bei der Stellungnahme zur Initiative der Ständerat durch. In den Schlussabstimmungen vom 16. März 2012 stimmte er mit 36 zu 6 Stimmen und einer Enthaltung und der Nationalrat mit 119 zu 77 Stimmen für die ablehnende Abstimmungsempfehlung, beim indirekten Gegenentwurf setzte sich der Nationalrat durch. Der Ständerat beschloss in seiner zweiten Beratung mit 23 zu 17 Stimmen ebenfalls Nichteintreten.

## Volksabstimmung

### Haltungen
Ja-Parole: EDU, SVP, KVP, FPS
Nein-Parole: FDP, BDP, CVP, SP, Grüne, GLP, CSP, EVP, PdA, SD

### Ergebnisse vom 23. September 2012
| Kanton                           | Ja (%) | Nein (%) | Beteiligung (%) |
| -------------------------------- | ------ | -------- | --------------- |
| Zürich                           | 47,9 % | 52,1 %   | 42,85 %         |
| Bern                             | 41,3 % | 58,7 %   | 41,07 %         |
| Luzern                           | 49,0 % | 51,0 %   | 44,50 %         |
| Uri                              | 48,0 % | 52,0 %   | 36,44 %         |
| Schwyz                           | 52,0 % | 48,0 %   | 46,67 %         |
| Obwalden                         | 45,5 % | 54,5 %   | 45,64 %         |
| Nidwalden                        | 48,5 % | 51,5 %   | 47,14 %         |
| Glarus                           | 55,4 % | 44,6 %   | 34,82 %         |
| Zug                              | 47,2 % | 52,8 %   | 48,41 %         |
| Freiburg                         | 43,5 % | 56,5 %   | 36,23 %         |
| Solothurn                        | 52,1 % | 47,9 %   | 40,75 %         |
| Basel-Stadt                      | 36,2 % | 63,8 %   | 46,67 %         |
| Basel-Landschaft                 | 49,5 % | 50,5 %   | 47,94 %         |
| Schaffhausen                     | 55,9 % | 44,1 %   | 61,24 %         |
| Appenzell Ausserrhoden           | 51,0 % | 49,0 %   | 46,08 %         |
| Appenzell Innerrhoden            | 44,9 % | 55,1 %   | 38,09 %         |
| St. Gallen                       | 51,7 % | 48,3 %   | 46,21 %         |
| Graubünden                       | 47,7 % | 52,3 %   | 34,80 %         |
| Aargau                           | 54,8 % | 45,2 %   | 39,25 %         |
| Thurgau                          | 53,7 % | 46,3 %   | 53,23 %         |
| Tessin                           | 51,8 % | 48,2 %   | 41,74 %         |
| Waadt                            | 35,9 % | 64,1 %   | 39,26 %         |
| Wallis                           | 45,1 % | 54,9 %   | 42,74 %         |
| Neuenburg                        | 48,2 % | 51,8 %   | 55,93 %         |
| Genf                             | 52,7 % | 47,3 %   | 43,80 %         |
| Jura                             | 42,1 % | 57,9 %   | 34,00 %         |
| Schweizerische Eidgenossenschaft | 47,4 % | 52,6 %   | 42,53 %         |